# Danske indvandrere i Argentina
Hovedparten af de danske indvandrere i Argentina kom til landet i perioden fra ca. 1848-1930, hvor Danmark i lighed med det øvrige Europa gennemlevede en stor udvandringsbølge ("flugten til Amerika") primært på grund af fattigdom kombineret med høj befolkningstilvækst. Størstedelen af udvandrerne fra Danmark drog til USA, men ca. 18.000 danskere (3-4 %) valgte Argentina. På grund af ustabile politiske og økonomiske forhold i Argentina slog kun 60 % af de danske indvandrere permanente rødder i landet, mens resten rejste tilbage til Danmark eller videre til andre lande. 
Indvandrerne havde behov for at indrette deres eget minisamfund, hvor de indbyrdes kunne tale deres eget modersmål, opretholde hjemlandets traditioner og udvikle et netværk i form af kirker, skoler, aviser osv.
Danskerne blev især som landmænd hurtigt en del af det argentinske arbejdsmarked, men kulturelt tog integrationen flere generationer.
Gennem et tæt knyttet personligt netværk og institutioner såsom kirker, skoler, klubber og andre foreninger bevarede de danske indvandrere og deres efterkommere en danskhed, som endnu den dag i dag findes i Argentina.
Det er især på denne måde, at den danske indvandringshistorie i Argentina er markant forskellig fra den tilsvarende i USA, der har fået mest opmærksomhed i Danmark på grund af dens langt større omfang. 
Ifølge det danske generalkonsulats beregninger fra 1902 var der bosat 2.034 danskere i hele republikken Argentina. Af disse boede 12 % i selve hovedstaden, 81 % i provinsen Buenos Aires og kun 7 % i landets øvrige provinser.

## Trekantsområdet Necochea-Tandil- Tres Arroyos
Danskerne i Provincia de Buenos Aires , koncentrerede sig overvejende i et område på ca. 45.000 km² i den sydlige del, centreret omkring de fire partidos (amter) Tandil, Necochea, Tres Arroyos og vest herfor Coronel Dorrego. Kun Tandil ligger inde i landet et stykke væk fra kysten. I dette relativt overskuelige område, der er på størrelse med Danmark, boede ca. 60 % af alle danske indvandrere i 1902. De fleste af de tusindvis af danskere, som fulgte i de følgende årtier, rejste også til denne zone. Det skyldtes især det personlige netværk, der gav de nyankomne arbejde og et fællesskab omkring andre ting, herunder kirke og socialt samvær. Udgangspunktet for den danske indvandring i provinsen var byen Tandil. I de sidste årtier af 1800-tallet var det imidlertid områderne mellem Tandil og Atlanterhavskysten øst og syd på, der tiltrak danske indvandrere. Det var især jernbanens udvidelse og billige jordudstykninger, som skabte denne udvikling.
Selvom de danske indvandrere samlede sig i nogle bestemte områder, blev der aldrig dannet egentlige danske kolonier som i USA. Der fandtes dog landlige ejidos (sogne) i den danske zone, hvor koncentrationen af danske hjem var høj i 1920erne. Lumb (ved jernbanestationen Estacíon Lumb i Cayetano og Necochea) i amtet Necochea var et særtilfælde med 48 % dansk befolkning, hvorimod provinsens øvrige ”danske” ejidos som regel talte 15-30 % indbyggere af dansk herkomst. Ligesom i det amerikanske Midtvesten var der altså ikke tale om egentlige danske enklaver på landet, om end mange danske familier heller ikke ligefrem var etnisk isolerede. Andre steder i provinsen var de danske familier dog kun få i en multietnisk verden.
I 1920'erne var der dannet omkring 100 danske sammenslutninger som bl.a. kirker, skoler, private klubber, landboforeninger og forsikrings- og andelsselskaber. 
I trekantområdet er der i nutiden ca. 50.000 danskere og efterkommere af dansk afstamning. Ca. 5.000 taler klingende dansk med umiskendelig jysk, fynsk, lollandsk og mønsk dialekt, skønt de aldrig har været i Danmark. Undersøgelser har vist, at området har bevaret danskheden bedre end noget andet sted i verden. Den har endog formået at vokse sig større siden begyndelsen i 1870'erne, skønt indvandringen stoppede i 1930'erne. I nutiden er der bl.a. fire kirker med hver sin præst, skoler og klubber m.m.